# La Lidia
La Lidia fue una revista taurina publicada en Madrid entre 1882 y 1900.

## Descripción
Editada en Madrid, su primer número apareció en 1882. Fue fundada por el industrial Julián Palacios Salinero, implicado en el negocio de la litografía y la imprenta, contando con la colaboración en la empresa de plumas como las de Antonio Peña y Goñi, José Sánchez de Neira —que dirigió la revista hasta 1898— y Mariano del Todo y Herrero, entre otros. En 1894, Palacios pretendió imprimir al semanario un carácter más general y artístico e introdujo en él notable colaboración literaria y las tiradas tipográficas en colores.

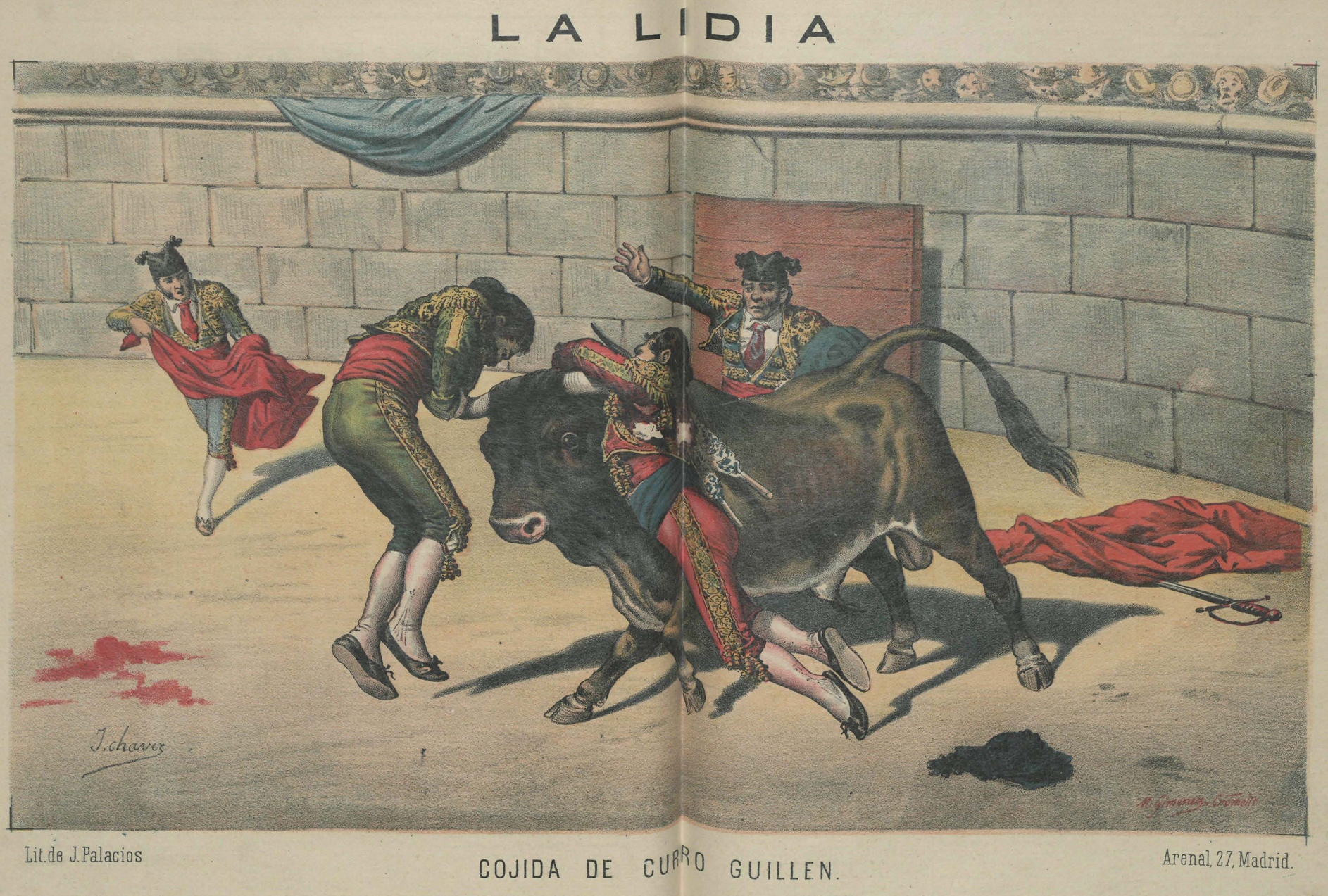
«Cogida de Curro Guillén», de José Chaves.

A lo largo de la vida de la revista desfilaron por sus páginas además de los anteriores nombres de autores como Joaquín Adán Berned, Joaquín Alcaide de Zafra, José María Asensio, Ramón Asensio Más, Francisco Barado y Font, Ricardo Blanco Asensio, Marcos Rafael Blanco Belmonte, Emilio José Butrón, Manuel Chaves, Nilo María Fabra, Carlos Frontaura, Juan Lapoulide, Alejandro Larrubiera, Ángel Lasso de la Vega y Argüelles, Rafael María Liern, José López Silva, Juan Gualberto López-Valdemoro de Quesada, Jaime Martí Miquel, José Ramón Mélida, Pascual Millán, Federico Mínguez y Cubero, Florencio Moreno Godino, Vicente Moreno de la Tejera, Tomás Orts-Ramos, Mariano Pardo de Figueroa, Alfonso Pérez G. de Nieva, Felipe Pérez y González, Juan Pérez Zúñiga, Aurelio Ramírez y Bernal, Francisco Luis de Retes, Ángel Rodríguez Chaves, Eduardo Saco, Antonio Sánchez Pérez, José de Siles, Rodrigo Soriano, Federico Urrecha, Juan Vallejo, Leopoldo Vázquez y Rodríguez, Mercedes de Velilla, Juan Guillén Sotelo y José Zahonero.
Con éxito en su género y unas notables cromolitografías, en el aspecto gráfico de la revista participaron artistas como Ángel Pons, el litógrafo Luis López y Rodríguez (f. 1896), Alejandro Ferrant, Ángel Lizcano y los hermanos Perea (Daniel y Alfredo), entre otros. Cesó en noviembre de 1900. Más adelante, en 1914, una nueva publicación revivió la antigua cabecera en lo que supuso una segunda época para La Lidia.